# Zlicanen

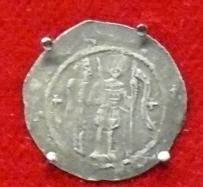
Denar van Soběslav

De Zlicanen waren een Slavische stam in vroeg-middeleeuws Bohemen die geregeerd werden door de Slavnikiden. Zij zetelde in de 9e en 10e eeuw in Kouřim. Op 28 september 995 werd de Slavníkdynastie door de Přemysliden definitief uitgeroeid.
De Zlicanen vonden waarschijnlijk hun oorsprong bij de Witte Kroaten en konden zich waarschijnlijk verspreiden door een machtsvacuüm gecreëerd door de teloorgang van de Magyaren.

## Territorium
Het stamgebied van de Zlicanen reikte in het oosten tot aan Kłodzko (nu Zuid-West Polen), in het noorden tot Charvatce (gesticht door de Witte Kroaten) en liep in het westen langs de Moldau. Libice en Litomyšl worden omschreven als castrums. Het kasteel van Vyšehrad lag vermoedelijk ook in hun leefgebied.